# Elecciones estatales de Schleswig-Holstein de 1950
Las elecciones estatales en Schleswig-Holstein de 1950 fueron las segundas elecciones libres al Landtag de Schleswig-Holstein y tuvieron lugar el 9 de julio de 1950. El SPD perdió su mayoría absoluta anterior y tuvo que aceptar el nuevo gobierno liderado por la CDU.

## Resultados
Los resultados fueron:
Inscritos: 1.715.604
Votantes: 1.341.780 (Participación: 78,21 %)
Votos válidos: 1.311.042
| Partido | Partido        | Votos   | %     | Mandatos directos | Escaños |
| --- | -------------- | ------- | ----- | ----------------- | ------- |
| | SPD            | 360233  | 27,48 | 8                 | 19      |
| | BHE            | 306660  | 23,39 | 5                 | 15      |
| | CDU[1]         | 258961  | 19,75 | 16                | 16      |
| | DP[1]          | 125697  | 9,59  | 7                 | 7       |
| | FDP[1]         | 92466   | 7,05  | 8                 | 8       |
| | SSW            | 71864   | 5,48  | 2                 | 4       |
| | DRP            | 37115   | 2,83  |                   |         |
| | KPD            | 28319   | 2,16  |                   |         |
| | SRP            | 21049   | 1,61  |                   |         |
| | Independientes | 8678    | 0,66  |                   |         |
| Total | Total          | 1311042 |       | 46                | 69      |
| [1]CDU, FDP y DP se agruparon en el pacto „Bloque Electoral Alemán“. En cada circunscripción se presentaba un candidato de alguno de los tres partidos. |                |         |       |                   |         |

A pesar de la dura derrota del SPD, el ministro-presidente Diekmann no renunció. La CDU intentó formar una coalición con la mayoría absoluta necesaria, pero  no podía obtenerla junto al FDP y al DP. Así fracasó en la sesión inaugural del nuevo Parlamento el 7 de agosto, el intento de Paul Pagel (CDU) de ser elegido primer ministro. El BHE se negó a votar a favor de Pagel, pero estaba dispuesto a formar una coalición con el Bloque Electoral Alemán, bajo la dirección de otro primer ministro. La CDU, el FDP, el DP y el BHE acordaron postular a Walter Bartram (CDU), quién fue elegido como primer ministro el 5 de septiembre de 1950, en una segunda votación con 44 votos a favor, 19 en contra y 4 abstenciones del SSW. Para el SPD comenzó un período en la oposición, que duró 38 años.